# ATB AG
ATB (Namensursprung: Antriebstechnik Bauknecht) ist ein Konzern der Elektrotechnik mit Hauptsitz in Wien. ATB ist ein weltweit agierender, führender Hersteller elektrischer Antriebssysteme für Industrie- und Geräteanwendungen. Der Konzern beschäftigte 2013 etwa 3500 Mitarbeiter bei einem Umsatz von 340 Mio. und entstand 1982 durch den Konkurs der Bauknecht GmbH.
Er gehörte später zum Konzern der A-Tec Industries AG und wurde infolge deren Insolvenz im Oktober 2011 an die chinesische Wolong-Gruppe verkauft. Die Gründung der ehemaligen Firmenstruktur erfolgte 1919.

## Konzernstruktur
Die Konzernzentrale hat ihren Sitz in Wien.
Die ATB ist in zwei Business Units aufgeteilt:
- Project Motors – kunden- und projektspezifische Motoren u. a. für die Öl- und Gasindustrie sowie die chemische Industrie, den Kohlenbergbau und Kernkraftwerke
- Industrial Motors – Serienmotoren und industrielle Antriebssysteme, u. a. für Pumpen, Heizungen und Lüftungen

Die ATB-Gruppe umfasst im Wesentlichen folgende Unternehmen:
- ATB ANTRIEBSTECHNIK GmbH Welzheim / Deutschland – Industrial Motors[8]
- ATB FOD d.o.o. Bor / Serbien (erworben 2008) – Project Motors[9]
- ATB LAURENCE SCOTT Ltd., Norwich / Großbritannien (erworben 2007)[10] – Project Motors
- ATB MORLEY Ltd. Leeds / Großbritannien (erworben 2004)[11] – Project Motors
- ATB Motorentechnik GmbH nunmehr ATB NORDENHAM GmbH Nordenham / Deutschland – Project Motors[4]
- ATB Motors BV IJsselmuiden / Niederlande – Vertriebsgesellschaft[12]
- ATB SEVER d.o.o. Subotica / Serbien (erworben 2004) – Project Motors[13]
- Brook Crompton (UK) Ltd, Huddersfield / Großbritannien (erworben 2005/2006 als Teil der Lindeteves-Jacoberg-Gruppe) – Vertriebsgesellschaft[14]
- Fabryka Silnikow Elektrycznych Tamel S.A., Tarnów / Polen (erworben 2005/2006 als Teil der Lindeteves-Jacoberg-Gruppe)[14] – Industrial Motors
- Lindeteves-Jacoberg Ltd., Singapur (Beteiligung 66,03 %)[15] (erworben 2005/2006)[16] – Holding[17]
- ATB Schorch GmbH, Mönchengladbach / Deutschland (erworben 2005/2006 als Teil der Lindeteves-Jacoberg-Gruppe)[14][18] – Project Motors

Lindeteves-Jacoberg wiederum ist derzeit eine Holding für Vertriebsgesellschaften in Europa (Brook Crompton (UK) Ltd.), Nordamerika (Brook Crompton Motor Inc (USA), Brook Crompton Ltd, Kanada) und Asien (Brook Motors International Pte Ltd, Western Electric Asia Pte Ltd)
Im Jänner 2014 eröffnete ATB einen Produktionsstandort in Wuhan, China als Joint Venture mit dem Haupteigentümer Wolong.

## Restrukturierungen
Wie oben ersichtlich, wurden während der Zugehörigkeit der ATB zum A-Tec-Konzern zahlreiche Unternehmen erworben. Bei vielen davon mussten Restrukturierungen vorgenommen werden:
- Die ATB Components s.r.o., Tschechien wurde ab 2007 stillgelegt.[21]

- Bei der ATB Sever, Serbien konnten 2005 Verbindlichkeitsnachlässe sowie Steuernachlässe von über 8 Millionen EUR erlangt werden. Für dieses Unternehmen war 2005 ein Sozialplan vorgesehen, für den 6 Millionen EUR rückgestellt wurden. Dieser Plan wurde aber nicht so umgesetzt, da steigende Aufträge zu verzeichnen waren und außerdem im Jahr 2006 eine Produktionsverlagerung von ATB Components s.r.o., Tschechien zu ATB Sever durchgeführt wurde. Somit konnten 4,8 Millionen Euro der Rückstellung aufgelöst werden.[22]

Beim Erwerb von ATB Sever hatte sich die ATB Austria AG verpflichtet, binnen fünf Jahren 16,1 Millionen Euro zu investieren.
Im Jahr 2007 betrug das negative Eigenkapital bei ATB Sever rund 26 Millionen Euro und im Folgejahr 37 Millionen Euro.
Im Februar 2009 erfolgte eine Kapitalherabsetzung, um den Verlustvortrag zu reduzieren. Außerdem wurde durch die Übernahme von Anteilen von Minderheitsaktionären die Beteiligung an ATB Sever auf 78,44 % erhöht. Per Ende 2009 betrug das negative Eigenkapital 50 Millionen Euro.
Zwischen April und Juni 2010 fanden bei ATB Sever zwei Kapitalerhöhungen statt, wodurch sich die Beteiligung der ATB Austria Antriebstechnik AG auf 98,06 % erhöhte. Dadurch wurde ein Übernahmeangebot für die übrigen Aktionäre verpflichtend, die mit 390 TEUR abgefunden wurden. Daraufhin wurde ATB Sever von einer a.d. (entspricht Aktiengesellschaft) in eine d.o.o. (entspricht GmbH) umgewandelt. Per Ende 2010 betrug das negative Eigenkapital bei ATB Sever rund 33 Millionen Euro und die Investitionsverpflichtung über 16,1 Millionen Euro war erfüllt.
- Im Jahr 2006 wurden die Lindeteves Marketing Services und die Lindeteves-Jacoberg Trading liquidiert.[31]

- Das im Rahmen der Übernahme von Lindeteves-Jacoberg miterworbene Unternehmen Brook Crompton Western Electric Motor (Dalian) Corporation Ltd. (BCWED, Sitz in Dalian, China) war ab dem Jahr 2006 zum Verkauf vorgesehen.[32] Im Jahr 2006 wurde das Kapital dieser Gesellschaft um 700 TEUR erhöht.[33] Da der Verkauf nicht gelang, wurde im Jänner 2008 der Betrieb eingestellt.[34] Per Ende 2007 hatte BCWED mehr als 900 Mitarbeiter.[35]

Im Mai 2008 wurde die Liquidation der Gesellschaft beantragt, wodurch aufgrund des Kontrollverlustes die Entkonsolidierung durchzuführen war. Da die Schulden des Unternehmens höher waren als das Vermögen, ergab sich dadurch ein Gewinn von 6 Millionen Euro. Jedoch verklagte im Februar 2009 BCWED ihren Eigentümer Lindeteves-Jacoberg auf Einzahlung einer ausstehenden Einlage in Höhe von 13,8 Millionen Euro. Lindeteves-Jacoberg wandte Gegenforderungen ein, buchte jedoch eine Rückstellung in der Höhe von 8,5 Millionen Euro ein.
- Im Jahr 2008 wurden die Lindeteves Engineering Pte Ltd und Linberg Philippines um jeweils 1 USD an Nuovo Capital PTE Ltd verkauft. Die Gesellschaften gehörten zur Lindeteves-Jacoberg-Gruppe und betrieben ein Kraftwerk. Dadurch entstand ein Verlust von 6,7 Millionen EUR.[37] Die Tilgung der von Lindeteves Engineering Pte Ltd ausgegebenen Schuldverschreibungen (Nominale 13,5 Millionen USD) erfolgte durch Zahlung von 10,6 Millionen USD.[38]
- Im Jahr 2009 wurden die operativen Bereiche der Vertriebsgesellschaften Western Electric New Zealand, Neuseeland und Western Electric Australia Pte Ltd, Australien verkauft.[39] Wie oben erwähnt, ist Western Electric eine Marke, die A-TEC im Rahmen der Übernahme von Lindeteves-Jacoberg miterwarb.

Ursprünglich gehörten auch Produktionsstätten wie Tamel und Schorch zur Lindeteves-Jacoberg Gruppe, jedoch wurden diese 2010 an die ATB-Gruppe verkauft, sodass die Lindeteves-Jacoberg-Gruppe nur mehr im Bereich Distribution elektrischer Motoren tätig ist.
Die ATB Technologies GmbH wurde 2011 durch ein Management-Buy-Out aus dem ATB-Konzern herausgelöst und firmiert seitdem unter Thien eDrives. 2003 war die damalige Thien E-Motoren von ATB gekauft worden.
- Die Produktion bei ATB MOTORENWERKE GmbH Spielberg / Österreich – Industrial Motors wurde nach einer Insolvenz im Juli 2020, per Beschluss vom 19. August 2020 eingestellt.[42]

## Unterstützung durch die A-Tec Industries AG
Im Jahr 2007 übernahm die A-Tec Industries AG Patronatserklärunge für die ATB Austria Antriebstechnik AG und die Lindeteves-Jacoberg Limited, die bis 31. Dezember 2009 liefen. Diese Patronatserklärungen wurden im Jahr 2009 bis 2011 verlängert.
ATB wurde durch das Ende 2010 eingeleitete Sanierungsverfahren der A-Tec stark in Mitleidenschaft gezogen: der Verlust des Vertrauens bei Banken, Kreditversicherungen, Lieferanten und Kunden führte zu Erschwerungen bei der Finanzierung.
Im Jahresabschluss 2010 wies ATB ein Periodenergebnis von −107 Millionen EUR auf. Das stark negative Ergebnis wurde im Wesentlichen durch hohe Abschreibungen bei immateriellen Vermögenswerten und Sachanlagen verursacht, die 91 Millionen Euro betrugen (Vorjahrsvergleichswert: 2 Millionen Euro). A-Tec kam der ATB insoweit zu Hilfe, dass die A-Tec Industries AG und deren Tochtergesellschaft AE&E Energy AG Darlehensforderungen in der Höhe von 80 Millionen einschließlich Zinsen in Hybridkapital umwandelten: die Rückzahlung muss erst erfolgen, wenn die Hauptversammlung der ATB Austria Antriebstechnik AG dies beschließt. Außerdem leistete die A-Tec im Dezember 2010 einen Gesellschafterzuschuss in der Höhe von 25 Millionen Euro. Die Möglichkeiten der Finanzierung der ATB durch die A-Tec waren jedoch seit Einleitung des Sanierungsverfahrens stark beschränkt.

## ATB ab 2011 unter Wolong
Wolong erwarb die ATB Gruppe im Oktober 2011 vom Treuhänder der Gläubiger der insolventen A-Tec.
Im Jahr 2011 erhielt die ATB einen langfristigen Kredit der Chinese Development Bank im Rahmen von 20 Millionen Euro.
Die oben erwähnte Forderung von BCWED wurde 2011 schlagend, doch die Wolong Investment GmbH konnte diese Forderung erwerben und vereinbarte mit Lindeteves-Jacoberg einen Zahlungsplan bis 2016.
Im Jahr 2012 wurde das Hybridkapital in eine freie Rücklage umgewandelt. Die Wolong Investment GmbH hatte das Hybridkapital im Rahmen der Übernahme der A-Tec erworben und gewährte dies der ATB AG als Urgroßmutterzuschuss.
Im Jahr 2013 gewährte Wolong einen Urgroßmutterzuschuss an die ATB Motorenwerke, Spielberg, in der Höhe von 10 Millionen Euro zur Sanierung des Eigenkapitals.
Wolong hielt 99 % an ATB, der Rest der Aktien notierte an der Wiener Börse. Im Oktober 2015 übernahm Wolong die Anteile der Minderheitsaktionäre, wodurch die Börsennotierung beendet wurde (Delisting).
Am 24. Juli 2020 wurden bei ATB Spielberg (Steiermark) 360 von 400 Mitarbeitern zur Kündigung angemeldet.
Am 28. Juli 2020 meldete ATB Spielberg GmbH mit Sitz in Spielberg, Steiermark, A Insolvenz an. Seit 2017 oder 2018 sind Verluste geschrieben worden, der Absatz hatte nachgelassen und die Covid-19-Krise hat die Situation verschärft. Bis dahin wurden in Spielberg (Motoren für Haushalts- und Gartengeräte) und weiteren 11 Werken mit insgesamt über 3500 Mitarbeitern produziert.
Am 21. Oktober 2020 wurde der Sanierungsplan der ATB Spielberg mehrheitlich von den Gläubigern angenommen und gerichtlich bestätigt. Zuletzt hatten – laut KSV 1870 – 1.435 Gläubiger rund 22 Millionen Euro Forderungen – vor allem von Dienstnehmern – angemeldet, eine Erfüllungsquote von 30 % wurde vereinbart.
Werke stehen in:
- Österreich: Spielberg – ehemals etwa 400 Mitarbeiter, nach Insolvenzmeldung vom Juli 2020 stark reduziert, Produktion soll mit Ende 2020 hier eingestellt werden (sie wird nach Polen und Serbien verlagert). In Spielberg verbleiben gemäß Sanierungsplan ab 2021 nur: Forschung & Entwicklung, Vertrieb, Logistik und Kundenservice mit insgesamt 40 Mitarbeitern.
- Deutschland: Welzheim, Mönchengladbach, Nordenham
- Großbritannien: Leeds, Norwich
- VR China: Wuhan, Shaoxing
- Polen: Tarnow
- Niederlande: Eindhoven
- Serbien: Subotica, Bor[58]

Per 17. August 2020 sollen nun zwei ernstzunehmende Übernahmeangebote vorliegen.

## Geschäftszahlen
2007 bis 2010 war ATB AG defizitär. Die Konzernabschlüsse 2011, 2012, 2013 und 2014 wiesen Gewinne auf (Periodenergebnis 2011: 34 Millionen EUR, Periodenergebnis 2012: 17 Millionen EUR, Periodenergebnis 2013: 26 Millionen EUR, Periodenergebnis 2014: 12 Millionen EUR ).
| Jahr | Mitarbeiter |
| ---- | ----------- |
| 2007 | 6.339       |
| 2008 | 5.174       |
| 2009 | 4.179       |
| 2010 | 4.066       |
| 2011 | 3.554       |
| 2012 | 3.508       |
| 2013 | 3.516       |
| 2014 | 3.817       |

## Produktprogramm
Das Produktprogramm umfasst insbesondere
- Industriemotoren
- Lufttechnische Antriebssysteme
- Regelmotoren
- Frequenzumrichter
- Haus & Garten Motoren
- Waschmaschinenantriebe
- Explosionsgeschützte Motoren
- Schlagwettergeschützte Motoren